# Coulicou à tête grise
Coccyzus lansbergi
Espèce
Statut de conservation UICN

 LC  : Préoccupation mineure
Le Coulicou à tête grise (Coccyzus lansbergi) est une espèce d'oiseau de la famille des Cuculidae. C'est une espèce monotypique (non subdivisée en sous-espèces).

## Répartition
Son aire de répartition s'étend sur les îles Sous-le-Vent, le Panamá, le Venezuela, la Colombie, l'Équateur et le Pérou.